# Brandenburg (provincie)

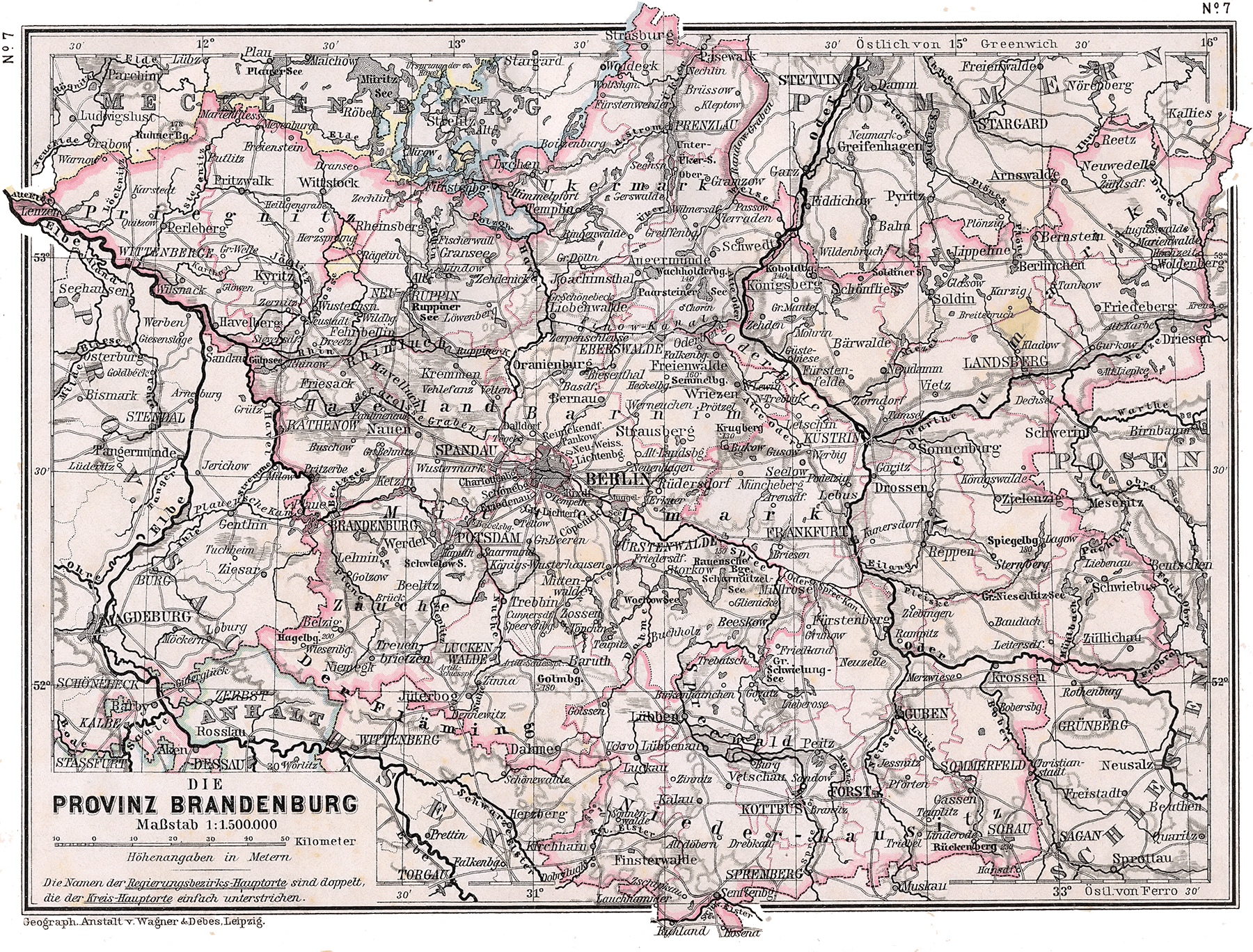
De provincie Brandenburg in 1905

Brandenburg, sinds 21 maart 1939 mark Brandenburg, was een provincie van Pruisen die bestond van 1815 tot 1946.

## Geografie
De provincie omvatte grote delen van de Noord-Duitse Laagvlakte uitstrekkend vanaf de Elbe in het westen tot achter de Oder in het oosten, waar de neumark aan het groothertogdom Posen (na 1868 de provincie Posen). De provincie Brandenburg grensde aan de provincie Pommeren in het noordoosten en Provincie Silezië in het zuidoosten en provincie Saksen in het zuidwesten. Brandenburg grensde ook aan de groothertogdommen Mecklenburg-Schwerin en Mecklenburg- Strelitz in het noordwesten en Anhalt in het westen.
Tussen het stroomgebieden van de rivieren Elbe en Oder, strekte het grondgebied zich uit over de valleien van de Spree en de Havel. De grootste stad was Berlijn  met de toen nog omliggende steden Spandau, Charlottenburg, Schoneberg en Neukolln. Andere steden waren de koninklijke hofstad Potsdam en de regionale stad Frankfurt an der Oder en het oostelijker gelegen Landsberg, de stad Brandenburg an der Havel net zoals Cottbus,  Forst, en Guben in Neder-Lausitz.

## Geschiedenis
De provincie Brandenburg ontstond uit het markgraafschap Brandenburg dat bestuurd werd door het huis Hohenzollern. Het hertogdom Pruisen werd na 1618 verenigd met het markgraafschap tot Brandenburg-Pruisen. De "grote keurvorst" Frederik Willem I voegde gebied aan Brandenburg-Pruisen toe tot het Verdrag van Koningsbergen van 1656 daar een einde aan maakte, omdat Brandenburg een bondgenootschap met Zweden had gesloten en zijn autonomie verloor. In 1657 kreeg Frederik-Willem bij het Verdrag van Bromberg de volledig autonomie over de Pruisische gebieden. Dit maakte het mogelijk dat Frederik I van Pruisen zichzelf in 1701 als "koning in Pruisen" kon uitroepen. Omdat het gebied van Brandenburg-Pruisen te groot geworden was, werd het verdeeld in provincies.

### Oprichting
Het markgraafschap bleef het centrale deel van het koninkrijk Pruisen, tot het na de napoleontische oorlogen en het Congres van Wenen in 1815 in tien provincies werd verdeeld. Het grootste deel van het markgraafschap Brandenburg werd onderdeel van de nieuwe provincie Brandenburg. Het waren de regio’s Mittelmark tussen Elbe en Oder en de Neumark ten oosten van de Oder. De Altmark ten westen van de Elbe werd onderdeel van de Pruisische provincie Saksen. De provincie Brandenburg omvatte ook het gebied van Neder-Lausitz waarvan Cottbus al sinds de 15e eeuw een Brandenburgse exclave was. Het gebied rond Belzig and Jüterbog, werd geannexeerd van het koninkrijk Saksen door de steun aan Napoleon Bonaparte.
De provincie werd geleid door een Oberpräsident  en de provincie werd onderverdeeld in twee gouvernementen (Regierungsbezirke) genoemd naar de hoofdsteden. Potsdam  was de hoofdstad voor het noordwesten  (Mittelmark, Prignitz en Uckermark) van de provincie en Frankfurt an der Oder voor het zuidoosten (Neumark en Neder-Lausitz). De regering van de provincie zetelde eerst in de koninklijke residentie in Potsdam. In 1827 werd de hoofdstad verplaatst naar Berlijn, in 1843 werd de hoofdstad terugverplaatst naar Potsdam en in 1918 werd de hoofdstad verplaatst naar Charlottenburg. Berlijn vormde ook onderdeel van de provincie maar tijdens de Industriële Revolutie vanaf 1830 ontwikkelde de stad zich tot metropool. Berlijn was vanaf 1871 de hoofdstad van het Duitse Keizerrijk. Op 1 april 1881 kreeg de stad Berlijn als autonoom stadsdistrict (Stadtkreis Berlin) soortgelijke rechten als een provincie.
In tegenstelling tot andere provincies werd horigheid officieel afgeschaft bij de hervormingen in 1807. Pruisen werd nog steeds gedomineerd in grootgrondbezit door de Pruisische Junkers net zoals in de oostelijke provincies Pommeren en Silezië. De verhoudingen op het platteland bleven lang onveranderd, zelfs tijdens de revolutie van 1848 die leidden tot gewelddadig oproer in de straten van Berlijn. De standen moesten omgaan met slechte bodemkwaliteit en het gebrek aan natuurlijke grondstoffen, met uitzondering van bruinkoolconcentraties in Neder-Lausitz. Het plattelandsleven werd geschetst in romans door Theodor Fontane en in het bijzonder door Wanderungen durch die Mark Brandenburg uit 1880.

### Vrijstaat Pruisen en opheffing
Na de Eerste Wereldoorlog en bij het Verdrag van Versailles uit 1919 werd de provincie ingedeeld in het oosten van de Duitse  Weimarrepubliek. Er ontstond een 35 kilometer lange grens met de Tweede Poolse Republiek. In 1920 werd het grondgebied van Berlijn uitgebreid met de Groot-Berlijnwet. Hierbij werden omliggende dorpen en steden rondom Berlijn naar Berlijn overgedragen om Groot-Berlijn (Groß-Berlin)  te vormen met een bevolking van 2.000.000 zielen, inclusief de stad Charlottenburg, waar het provinciebestuur van Brandenburg zetelde. Daarbij bleef Berlijn overigens deel uitmaken van de provincie Brandenburg tot het na het einde van de oorlog een eigen regering kreeg.
Tijdens de Grote Depressie ontwikkelde de NSDAP zich als een belangrijke politieke macht. Na de Machtergreifung op 30 januari 1933 nam de Gauleiter Wilhelm Kube het ambt van Oberpräsident over en hij werd opgevolgd door Emil Stürtz in 1936. Tijdens de zoektocht voor een geschikte hoofdstad voor het Duitse Rijk werd Brandenburg het centrum van het naziregime met concentratiekampen zoals Sachsenhausen en Ravensbrück en nazi-residenties zoals Karinhall. In de nadagen van de Tweede Wereldoorlog was het de plaats van bloedige veldslagen, zoals de Slag bij de Seelower hoogten en de Slag bij Halbe en de Slag om Berlijn.
In 1945 na de oorlog, werden de gebieden van Neumark ten oosten van de Oder-Neissegrens overgedragen aan de Volksrepubliek Polen. De gebieden vormden de Woiwodschap Zielona Gora die in 1999 hervormd werd tot de Woiwodschap Lubusz. De rest van het gebied werd onderdeel van de Sovjet-bezettingszone in Duitsland die omgevormd werd tot de deelstaat Brandenburg met de hoofdstad Potsdam. In 1949 werd de deelstaat onderdeel van de DDR. In 1952 werd de deelstaat net zoals alle andere deelstaten in de DDR ontbonden en opgedeeld in administratieve districten (Bezirke). Het gebied van Brandenburg kwam overeen met de districten Potsdam, Frankfurt an der Oder en Cottbus. In 1990, bij de Duitse hereniging, werd de deelstaat Brandenburg opnieuw opgericht als een deelstaat van de Bondsrepubliek Duitsland.

## Regering
De centrale regering van Pruisen wees voor elke provincie een Oberpräsident ("Opperste president") aan die de doelen van de centrale overheid op het provinciaal niveau vertaalde en de controle op de uitvoering van landelijke wetten op lokaal niveau had.
Vanaf 1875 werden de regels voor autonomie van de provincies afgenomen. De stedelijke en landelijke districten (Kreise) kozen vertegenwoordigers voor de provinciale Landtage. Deze parlementen zorgden ervoor dat wettelijke bevoegdheden aan de provincies overgedragen werden. De provinciale rijksdag verkoos een provinciale regering, eigen ambtenaren (Provinzialausschuss), een provinciale raad en een opperste bestuurder Landesdirektor.

## Bestuurlijke indeling (1946)

### Regierungsbezirk Frankfurt
Stadsdistricten (Stadtkreise)
1. Cottbus (sinds 1886)
2. Forst (sinds 1897)
3. Frankfurt (sinds 1826)
4. Guben (sinds 1884)
5. Landsberg (sinds 1892)

Districten (Landkreise)
1. Calau
2. Cottbus
3. Crossen
4. Guben
5. Königsberg
6. Landsberg
7. Lebus
8. Luckau
9. Lübben
10. Meseritz
11. Oststernberg
12. Schwerin
13. Soldin
14. Sorau
15. Spremberg
16. Weststernberg
17. Züllichau-Schwiebus

### Regierungsbezirk Potsdam
Stadsdistricten (Stadtkreise)
1. Lichtenberg (1908-1920; daarna stadsdeel van Groot-Berlijn; sinds 1912 met voorvoegsel Berlijn-)
2. Schöneberg (1899-1920; daarna stadsdeel van Groot-Berlijn; sinds 1912 met voorvoegsel Berlijn-)
3. Wilmersdorf (1907-1920; daarna stadsdeel van Groot-Berlijn; sinds 1912 met voorvoegsel Berlijn-)
4. Brandenburg (Havel) (sinds 1881)
5. Charlottenburg (1877-1920; daarna stadsdeel van Groot-Berlijn)
6. Eberswalde (sinds 1911)
7. Neukölln (1899-1920; daarna stadsdeel van Groot-Berlijn)
8. Potsdam (sinds 1809)
9. Rathenow (sinds 1925)
10. Spandau (1886-1920; daarna stadsdeel van Groot-Berlijn)
11. Wittenberge (sinds 1922)

Districten (Landkreise)
1. Angermünde
2. Beeskow-Storkow
3. Jüterbog-Luckenwalde
4. Niederbarnim
5. Oberbarnim
6. Osthavelland
7. Ostprignitz
8. Prenzlau
9. Ruppin
10. Teltow
11. Templin
12. Westhavelland
13. Westprignit
14. Zauch-Belzig

## Eerste presidenten (Oberpräsidenten)
- 1815-1824: Georg Christian Friedrich von Heydebreck (1765-1828)
- 1824-1842: Friedrich Magnus von Bassewitz (1773-1858)
- 1842-1848: August Friedrich Wilhelm Werner von Meding (1792-1871)
- 1848-1849: Erasmus Robert von Patow (1804-1890)
- 1849-1850: August Herrmann Klemens von Wolff von Metternich (1803-1872)
- 1850-1862: Eduard Heinrich von Flottwell (1786-1865)
- 1862: Werner Ludolf Erdmann von Selchow (1806-1884)
- 1862-1879: Gustav Wilhelm von Jagow (1813-1879)
- 1879-1899: Heinrich Karl Julius von Achenbach (Freikonservative Partei) (1829-1899)
- 1899-1905: Theobald von Bethmann Hollweg (1856-1921)
- 1905-1909: August Clemens Bodo Paul Wilhelm von Trott zu Solz (1855-1938)
- 1909-1910: Friedrich Wilhelm von Loebell (Deutschkonservative Partei) (1855-1931)
- 1910-1914: Alfred Anton Robert von Conrad (1852-1914)
- 1914-1917: Rudolf Wilhelm von der Schulenburg (1860-1930)
- 1917-1919: Friedrich Wilhelm von Loebell (Deutschkonservative Partei) (1855-1931)
- 1919-1933: Adolf Meier (DDP)
- 1933-1936: Wilhelm Paul Richard Kube (NSDAP) (1887-1943)
- 1936-1945: Emil Stürtz (NSDAP) (1892-1945)

1815:
Brandenburg · Groothertogdom Beneden-Rijn · Gulik-Kleef-Berg · Oost-Pruisen · Pommeren · Posen · Saksen · Silezië · Westfalen · West-Pruisen · 1822: Rijnprovincie · 1829: Pruisen · 1850: Hohenzollernsche Lande · 1867: Hannover · Hessen-Nassau · Sleeswijk-Holstein · 1878: Oost-Pruisen · West-Pruisen · 1919: Neder-Silezië · Opper-Silezië · 1920: Berlijn · 1922: Grensmark Posen-West-Pruisen · 1944: Halle-Merseburg · Keur-Hessen · Maagdenburg · Nassau · 1945: Saksen-Anhalt